# Souper Ligka Ellada 2 2019-2020
La Souper Ligka Ellada 2 2019-2020 è stata la 1ª edizione della seconda serie del campionato greco di calcio in seguito alla riforma del sistema calcistico greco.

## Squadre partecipanti
| Squadra            | Città     | Stadio                            |
| ------------------ | --------- | --------------------------------- |
| Apollōn Larissa    | Larissa   | Campo Apollon                     |
| Apollōn Kalamarias | Salonicco | Stadio Kalamaria                  |
| Apollōn Smyrnīs    | Atene     | Stadio Georgios Kamaras           |
| PAE Chania         | La Canea  | Stadio municipale Perivolia       |
| Doxa Dramas        | Drama     | Stadio Doxa Drama                 |
| Ergotelīs          | Candia    | Stadio Pankritio                  |
| Karaïskakīs        | Arta      | Stadio municipale Agiοi Anargirοi |
| Kerkyra            | Corfù     | Stadio Kerkyra                    |
| Levadeiakos        | Livadeia  | Stadio municipale Levadia         |
| Panachaïkī         | Patrasso  | Stadio Kostas Davourlis           |
| PAS Giannina       | Giannina  | Stadio Zosimades                  |
| Platanias          | La Canea  | Stadio municipale Perivolia       |

## Classifica finale
|  | Pos. | Squadra                 | Pt | G  | V  | N | P  | GF | GS | DR  |
|  | ---- | ----------------------- | -- | -- | -- | - | -- | -- | -- | --- |
|  | 1.   | PAS Giannina            | 49 | 20 | 15 | 4 | 1  | 44 | 11 | +33 |
|  | 2.   | Apollōn Smyrnīs         | 42 | 20 | 13 | 3 | 4  | 36 | 13 | +23 |
|  | 3.   | PAE Chania              | 38 | 20 | 11 | 5 | 4  | 33 | 9  | +24 |
|  | 4.   | Levadeiakos             | 38 | 20 | 11 | 5 | 4  | 27 | 15 | +12 |
|  | 5.   | Karaïskakīs             | 31 | 20 | 9  | 4 | 7  | 32 | 29 | +3  |
|  | 6.   | Apollōn Larissa         | 30 | 20 | 9  | 3 | 8  | 27 | 25 | +2  |
|  | 7.   | Ergotelīs               | 29 | 20 | 9  | 2 | 9  | 31 | 33 | -2  |
|  | 8.   | Panachaïkī              | 28 | 20 | 8  | 4 | 8  | 34 | 19 | +15 |
|  | 9.   | Platanias               | 26 | 20 | 8  | 2 | 10 | 26 | 32 | -6  |
|  | 10.  | Doxa Dramas             | 24 | 20 | 6  | 6 | 8  | 25 | 25 | 0   |
|  | 11.  | Kerkyra(-3)             | 0  | 20 | 1  | 0 | 19 | 6  | 52 | -46 |
|  | 12.  | Apollōn Kalamarias (-6) | -3 | 20 | 1  | 0 | 19 | 5  | 61 | -56 |

      Promossi in Souper Ligka Ellada 2020-2021.
  Ammesse ai play-off o ai play-out.
      Retrocessi in Football League 2020-2021.
      Retrocessi in Gamma Ethniki 2020-2021.
Regolamento:
Tre punti per la vittoria, uno per il pareggio, zero per la sconfitta.
In caso di arrivo di due o più squadre a pari punti, la graduatoria verrà stilata secondo la classifica avulsa tra le squadre interessate che prevede, in ordine, i seguenti criteri:	
- Punti negli scontri diretti.
- Differenza reti negli scontri diretti.
- Differenza reti generale.
- Reti realizzate in generale.
- Sorteggio.

Note:
Il Kerkyra ha scontato 3 punti di penalizzazione.
L'Apollōn Kalamarias ha scontato 6 punti di penalizzazione.

## Spareggio promozione/retrocessione
| Squadra 1 | Totale | Squadra 2       | Andata | Ritorno |
| --------- | ------ | --------------- | ------ | ------- |
| Xanthī    | 1 - 4  | Apollōn Smyrnīs | 0 - 1  | 1 - 3   |

## Classifica marcatori
| Gol |  |  | Giocatore           | Squadra                      |
| --- |  |  | ------------------- | ---------------------------- |
| 11  |  |  | Joseph Efford       | Ergotelis                    |
| 10  |  |  | Thomás              | Apollon Smyrnis              |
| 10  |  |  | Jean-Baptiste Léo   | PAS Giannina                 |
| 10  |  |  | Sandi Križman       | PAS Giannina                 |
| 10  |  |  | Giannis Loukinas    | Platanias                    |
| 9   |  |  | Zisis Chatzistravos | Karaiskakis                  |
| 9   |  |  | Manōlīs Rovithīs    | Ergotelis                    |
| 8   |  |  | Leonidas Kyvelidis  | Karaiskakis                  |
| 8   |  |  | Geōrgios Pamlidīs   | PAS Giannina                 |
| 7   |  |  | Marko Markovski     | Apollon Smyrnis              |
| 7   |  |  | Nikolaos Iōannidīs  | Doxa Drama / Apollon Smyrnis |
| 6   |  |  | Mark Sifneos        | Apollon Larissa              |
| 6   |  |  | Savvas Siatravanis  | Panachaiki                   |
| 6   |  |  | Nestoras Mytidīs    | Panachaiki                   |
| 6   |  |  | Dimitris Mavrias    | Panachaiki                   |
| 6   |  |  | Vaggelīs Mantzios   | Levadiakos                   |
| 6   |  |  | Michalis Bastakos   | Apollon Larissa              |
| 6   |  |  | Christos Rovas      | Doxa Drama                   |